# 北川悅吏子
北川悅吏子（1961年12月24日—），日本電視劇編劇、電影導演與散文家。岐阜縣美濃加茂市出身。畢業於早稻田大學第一文學部。血型B型。其兄為資訊學學者北川高嗣。

## 學歷
- 岐阜縣立加茂高等學校
- 早稻田大學第一文學部東洋哲學科畢業

## 經歷
早稻田大學業後，進入日活會社。師事於名編劇佐治乾門下。過去曾以「月島水樹」名義發表作品。2000年4月，獲第18回向田邦子賞。2018年，獲第17回坪内逍遙大賞。

## 劇本作品

### 電視劇
- 世界奇妙物語（富士電視台）
  - 第2期「被遺忘的手術刀」（1991年）
  - 第2期「聽不懂的語言」（1991年）
  - 第2期「傳言板」（1991年）
  - 第2期「無聊的男人」（1991年）
  - 第2期「大蒜」（1991年）
  - 第2期「未來的回憶」（1991年）
  - 第2期「只有3天的王牌投手」（1991年）
  - 第2期「佐藤・通緝」（1991年） ※與兩澤和幸（日语：両沢和幸）共同劇本
  - 1990年冬季特別編「像過去一样」（1990年）
  - 1991年春季特別編「另一个人的新娘」（1991年）
  - 1991年冬季特別編「凌晨3時的敲門」（1991年） ※與笠原邦曉（日语：笠原邦暁）共同劇本。
  - 1993年仲夏特別編「隣の声」（1993年）
  - 1996年秋季特別編「抱歉、請握手」（1996年）
  - 25周年SP・秋 ～傑作復活編～「聽不懂的語言」（2015年）
- 難得友情人（1992年、富士電視台）
- 愛情白皮書（1993年、富士電視台）
- 某年夏天（1994年、富士電視台）
- 跟我說愛我（1995年、TBS）
- 悠長假期（1996年、富士電視台）
- 最後之戀（日语：最後の恋）（1997年、TBS）
- 三十拉警報（1999年、富士電視台）
- 美麗人生（2000年、TBS）
- Love Story（2001年、TBS系）
- 從天而降億萬顆星星（2002年、富士電視台）
- Orange Days（2004年、TBS）
- 唯一的愛（2006年、日本電視台）
- 無法坦誠相對（2010年、富士電視台）
- 媽媽的最後一天（日语：お母さんの最後の一日）（2010年、朝日電視台）
- 彩色日村（日语：イロドリヒムラ）（2012年、TBS） ※第1話編劇
- 向月亮祈禱（2013年、TBS） ※SP，亦為原著作者
- 夏天結束時，我戀愛了。（日语：夏の終わりに、恋をした。）（2014年、富士電視台）※SP
- 乘船去月亮（日语：月に行く舟）（2014年、TBS）※SP，亦為原著作者
- 三個月亮（日语：三つの月）（2015年、TBS）※SP
- 命運之戀（日语：運命に、似た恋）（2016、NHK）
- 一半，藍色。（2018、NHK）
- 我家女兒交不到男朋友（2021、日本電視台）
- 黃昏下牽起手（2023、TBS）

### 電影
- 在愛之中（2009年、Sine qua none） 劇本及監督
- 天國的郵遞員（2010年、日韓共同作品）
- 巴黎戀愛寫真（日语：新しい靴を買わなくちゃ）（東映・2012年） 劇本及監督

### 舞台劇
- 女朋友所說的事是。（2012年）

## 獲得獎項
- 2000年第18屆向田邦子賞（得獎作品『美麗人生』）
- 2000年橋田賞

## 外部連結
- 北川悦吏子オフィシャルブログ「でんごんばん」（页面存档备份，存于）(2011/4/6に「今日のこと。」からタイトル変更)
- 北川悦吏子的X（前Twitter）
- Eriko Kitagawa在互联网电影资料库（IMDb）上的資料（英文）